# Fotos
Fotos byla tvůrčí fotografická skupina založená 19. června 1963 jako výběrové sdružení fotoamatérů z Českých Budějovic a okolí. Svoji činnost ukončila po padesátiletém působení svým zánikem v roce 2014.

## Podrobněji

### Co předcházelo
Ve druhé polovině 50. a začátkem 60. let 20. století vznikaly v jihočeských podnicích fotografické kroužky jako reakce na zvýšený zájem zaměstnanců o fotografii. Při Městském domě osvěty v Českých Budějovicích pak bylo na přelomu let 1959 a 1960 ustaveno fotografické středisko. To se nazývalo Sdružení fotografických kroužků a jeho cílem bylo poskytnout jednotlivým fotoamatérům možnost setkávat se vzájemně napříč závodními fotokoužky. Tento počin byl dokonce oznámen v roce 1962 v březnovém čísle časopisu Československá fotografie. V průběhu času se ale začali členové Sdružení fotografických kroužků názorově rozcházet a projevovaly se mezi nimi neshody ohledně dalšího směrování jejich sdružení. Zdálo se, že sdružení nenaplnilo původní očekávání jeho zakladatelů.

### Založení Fotosu
Skupina nejaktivnějších amatérských fotografů se již v roce 1962 zformovala a při Parku kultury a oddechu (PKO) v Českých Budějovicích posléze založili 19. června 1963 fotografickou tvůrčí skupinu Fotos jako výběrové sdružení fotoamatérů z Českých Budějovic a okolí. Jejími zakladateli byli:
- Jan Hampl (3. září 1924 – 22. dubna 2003) (organizátor fotografického života na jihu Čech);
- PhDr. Svatopluk Civiš (1919–1982);[4]
- František Dvořák (5. června 1932 – 30. července 1986)[5] (fotograf a grafik, autor loga Fotosu);
- Jaroslav Hecl;
- Bohdan Marhoun (14. září 1921 – 31. března 1999);
- ing. Jiří Sedláček;
- Vladimír Gutwald (* 23. května 1926);
- oční lékař MUDr. Alois Timr (26. dubna 1926 – 23. května 1991);
- Stanislav Buřič (* 13. října 1938);
- ing. arch. Jarmila Hohausová;
- Jaroslav Skořepa a
- PhMr. Lumír Hejna.[2]

Spolu s nimi stáli u zrodu českobudějovického Fotosu ještě další milovníci černobílé fotografie.

### Členové Fotosu
Mnozí další fotografové s touto skupinou později volně spolupracovali nebo se stali jejími členy. Z nich je třeba jmenovat ty osobnosti, které se později prosadily v profesionální fotografii, tedy:
- Josefa Ptáčka (* 23. února 1946);
- Václava Reischla (* 13. února 1947);[6]
- Jaroslava Luzuma (1940–2018);[7]
- Zdeňka Stolbenka (* 1. června 1959)[8] a
- Michala Tůmu (* 2. března 1947).[9][1]

Celá řada dalších jihočeských fotografů sdružením Fotos prošla, jako například:
- Jaroslav Klásek (* 16. ledna 1945);
- Eva Lavičková (21. června 1954 – 2001);
- Václav Němec (* 30. září 1965);
- Jiří Plachý (* 13. dubna 1948) či
- Růžena Švecová (3. března 1941 – 18. března 2018).[1]

### Aktivity Fotosu v 60. až 80. letech 20. století
Ihned po svém vzniku začal Fotos organizovat výstavy a fotografické soutěže členů různých fotoklubů nazývané Českobudějovický mapový okruh (ČBMO). V těchto soutěžích získávali členové Fotosu četná ocenění a jejich snímky si našly cestu i do odborných fotografických časopisů. Počáteční slibný rozvoj aktivit skupiny Fotos přinesl i navázání kontaktu s rakouskými fotografy. Invaze vojsk Varšavské smlouvy do Československa dne 21. srpna 1968 a následující normalizace společnosti v 70. letech 20. století se podepsaly na útlumu aktivit Fotosu. K oživení aktivit Fotosu došlo v roce 1982 a to formou několika bilančních výstav. O pět let později (v roce 1987) zorganizoval Fotos úspěšnou výstavu rakouských fotoamatérů s údajnou návštěvností 7 tisíc diváků.

### Fotos po sametové revoluci
Po sametové revoluci v Československu v listopadu 1989 se skupina Fotos stala v podstatě soukromou zálibou několika nadšenců. Postupem doby se ale Fotosu podařilo částečně navázat na předchozí aktivity. (Jednou z kolektivních výstav pořádaných Fotosem byla ta v roce 2005 v Galerii Nahoře v Českých Budějovicích.) V roce 2013 uspořádal Fotos k padesátiletému výročí své existence výstavu v českobudějovické Galerii Nahoře. Tato jubilejní výstava byla ale výstavou poslední. Nová generace mladých fotografů nepřevzala štafetu a tak v roce 2014 Fotos ukončil svoji činnost.